# Brock Motors
Brock Motors Ltd., vorher Stansell Motors Ltd., war ein kanadischer Hersteller von Automobilen.

## Unternehmensgeschichte
William Riley Stansell gründete 1920 das Unternehmen Stansell Motors Ltd. in Amherstburg. Er plante die Produktion von Automobilen im ehemaligen Werk von Canadian Two in One Capital Auto. Die Mitinhaber bewirkten eine Umfirmierung in Brock Motors Ltd. Der Markenname lautete Brock. 1921 endete die Produktion. Je nach Quelle entstanden ein Fahrzeug oder wenige Exemplare.
Stansell betrieb anschließend London Motors.

## Fahrzeuge
Das einzige Modell wird als konventionell beschrieben. Es war ein fünfsitziger Tourenwagen. Ein Motor von Continental mit 55 PS Leistung trieb die Fahrzeuge an. Der Radstand betrug 118 Zoll (etwa 300 cm). Der Neupreis lag bei rund 2500 Kanadische Dollar. Fred Park kaufte eines der Fahrzeuge.